# سایاکا یوشینو
سایاکا یوشینو (انگلیسی: Sayaka Yoshino؛ زادهٔ ۱۴ مهٔ ۱۹۸۲) بازیگر، مدل (شخص), television talent اهل ژاپن است.